# Carin Schüssler
Carin Viola Schüssler, sist folkbokförd Jorbin, född Nyström 6 juni 1920 i Grängesberg, Kopparbergs län, död 26 november 1989 i Ludvika, var en svensk  målare.
Hon var dotter till gruvarbetaren Klas Alfred Nyström och Betty Kristina Igel Pettersson samt gift första gången 1944–1952 med brevbäraren Lennart Folke Schüssler och andra gången från 1967 med Karl Gustaf Adolf Jorbin.    
Vid sidan av sitt arbete som barnsköterska 1939–1944 och som kontorist från 1952 var Schüssler verksam som konstnär. Hon studerade vid Ludvika konstskola 1963–1965 och bedrev självstudier under resor till Italien, Österrike och Schweiz. Separat ställde hon ut ett flertal gånger i Ludvika och hon var representerad i Dalarnas konstförenings höstsalonger på Falu konsthall. Schüssler är representerad med en målning vid Arbetarnas bildningsförbunds studiehem i Ludvika.   